# Paul Brouardel
Paul Camille Hippolyte Brouardel (Saint-Quentin, 13 de fevereiro de 1837 – 23 de julho de 1906) foi um patologista francês.
Em 1858 ele se tornou um externe do Hôpital Cochin, em Paris, e em 1865 obteve seu doutorado médico. Em 1873 ele se tornou diretor de serviços médicos no Hôpital Saint-Antoine e de la Pitié. Em 1879 ele se tornou um professor de ciência forense na Faculté de Médecine de Paris, e conseguiu Auguste Ambroise Tardieu (1818-1879), como decano da medicina forense francesa. De 1884 a 1904 foi presidente da Comissão Consultiva de Higiene, e em 1899 foi eleito presidente da Associação Francesa para o Avanço das Ciências (AFA).
Brouardel foi uma das principais autoridades da medicina legal e também foi um defensor apaixonado sobre todos os aspectos da saúde pública e higiene. Ele estava na vanguarda de questões como segurança alimentar, tuberculose, doenças venéreas, abuso infantil, alcoolismo e da decência pública. Brouardel exerceu uma grande influência sobre a carreira do neurologista Georges Gilles de la Tourette (1857-1904).

## Obras

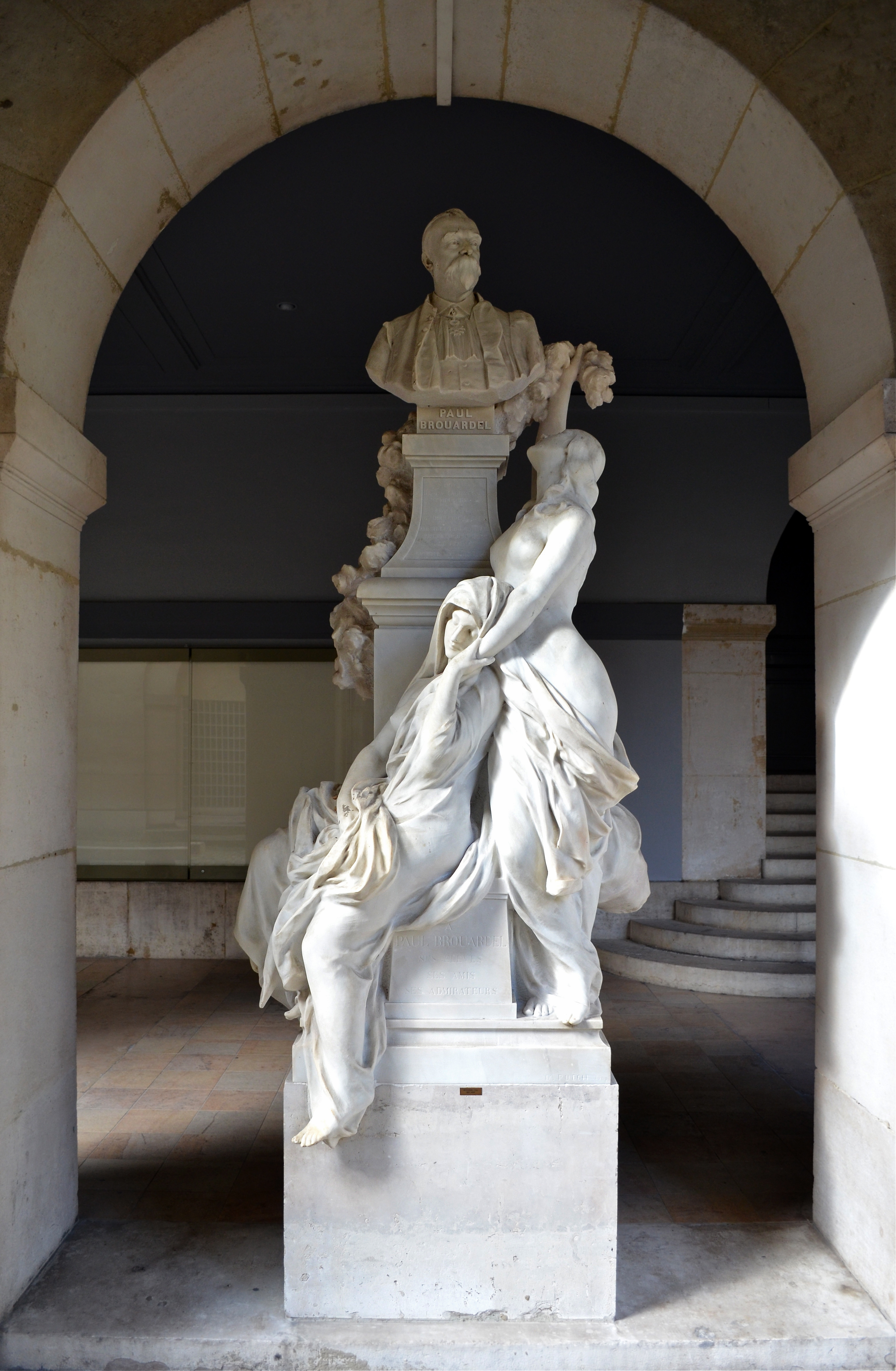
Monumento de Paul Brouardel

- De la tuberculisation des organes génitaux de la femme , thèse de médecine, 1865
- Compte rendu des travaux de la Société anatomique de Paris, 1865
- De l'exercice et de l'enseignement de la médecine, 1873
- Eloge de M. Félix Bricheteau, lu à la Société anatomique, 1874
- Accidents causés par les substances alimentaires d'origine animale contenant des alcaloïdes toxiques, 1889
- Recherches expérimentales sur la mort par submersion brusque, 1889
- La Vaccination Obligatoire et la Prophylaxis de la Variole Discours à l'Académie de médecine, 1891
- Rôle du médecin dans les cas où la communication d'une maladie vénérienne est invoquée pour obtenir la séparation de corps ou le divorce, 1900
- Accidents causés par l'addition des antiseptiques aux aliments, 1903
- La nouvelle Loi sur la Santé Publique, 1904
- Le voisinage d'un établissement dans lequel on soigne des tuberculeux constitue-t-il un danger, 1906
- Les attentats aux moeurs, 1906